# Школа Тафта
Школа Тафта (англ. Taft School) — престижная частная старшая школа-интернат в городе Уотертаун, штат Коннектикут, США. Основана в 1890 году Горацием Тафтом (1861—1943), младшим сыном американского государственного деятеля и дипломата Альфонсо Тафта (1810—1891) и младшим братом будущего 27-го президента США Уильяма Говарда Тафта (1857—1930).
Первоначально школа находилась в округе Уэстчестер (штат Нью-Йорк), а в 1893 году переехала в город Уотертаун (округ Личфилд, штат Коннектикут) в специально приобретенное здание эпохи Гражданской войны. В 1898 году школа получила современное название. Гораций Тафт оставался директором школы до 1936 года, но и после, вплоть до своей смерти, читал в школе курс по граждановедению.
Школа расположена на территории в 0,91 кв.км., кроме нескольких учебных корпусов и общежитий, в кампусе школы имеются: стадион; 9 футбольных полей; поле для бейсбола; 18-луночное поле для гольфа; 16 теннисных кортов (4 из которых в помещении); 8 кортов для сквоша; 2 хоккейных катка (1 — олимпийских размеров, 1 — по стандартом НХЛ).
В школе обучаются 600 человек (из 33 штатов и 44 стран мира). Преподавательский штат включает 124 человека, которые читают более 200 курсов. Соотношение обучающихся к преподавателем — 5:1. Средний размер класса — 12 человек.
За свою историю школа выпустила более 9 тыс. выпускников.

## Известные выпускники
- Анастасио, Трей — американский гитарист, композитор, вокалист
- Берг, Питер — американский актёр кино и телевидения, кинорежиссёр, сценарист и продюсер
- Гилман, Альфред — американский учёный, лауреат Нобелевской премии по физиологии и медицине (1994)
- Данн, Доминик — американская актриса
- Дончян, Ричард — американский бизнесмен армянского происхождения
- Карпентер, Мэри Чапин — американская певица, автор-исполнитель в стилях кантри и фолк-музыки, лауреат 5 премий Грэмми.
- Келлер, Дин Галлоуэй — американский художник, профессор Лаймской художественной академии
- Кун, Томас Сэмюэл — американский историк и философ науки, автор книги «Структура научных революций»
- Пачиоретти, Макс — американский профессиональный хоккеист, нападающий клуба НХЛ «Монреаль Канадиенс»
- Сандвосс, Стив — американский актёр
- Тафт, Гораций Дуайт — американский физик, внук 27-й президент США Уильяма Тафта, сын сенатор США Роберта Тафта
- Тафт, Роберт Альфонсо — сенатор США, старший сын 27-го президента США Уильяма Тафта
- Тафт, Роберт Альфонсо III — губернатор штата Огайо (1999—2007), внук сенатора Роберта Тафта и правнук 27-го президента США Уильяма Тафта
- Францискус, Джеймс — американский киноактёр
- Хагелин, Джон — американский физик, три раза в 1992—2000 годах являлся кандидатом на пост президента США